# L'eredità di un uomo tranquillo
L'eredità di un uomo tranquillo (Happy Ever After) è un film britannico del 1954 diretto da Mario Zampi.

## Trama
Un vecchio gentiluomo irlandese è generoso e sempre pronto ad aiutare chi si trovi in difficoltà. Alla sua morte un nipote avido e cinico diventa erede delle sue ricchezze. La popolazione del paese cerca di liberarsi di lui perché l'uomo vuole fare cancellare i tanti benefici che il defunto aveva concesso. Ma ecco che viene scoperto un secondo testamento che sostituisce il precedente e fa sì che l'avido nipote ritorni da dove era venuto.